# المجلس الثوري للوحدة الإسلامية في أفغانستان
المجلس الثوري للوحدة الإسلامية في أفغانستان (بالفارسية: شوراى انقلاب اتفاق اسلامى افغانستان، غالبًا ما يطلق عليه ببساطة شورى) كان حركة سياسية هزارية ظهرت في أفغانستان في عام 1979 في معارضة لحكومة كابل اليسارية المتزايدة. كانت الحركة بقيادة سيد علي بهشتي.
كان لدى الشورى أذرع سياسية ومسلحة، وأزالت العديد من السلطات المدعومة من كابل داخل هزارستان (منطقة أفغانستان التي يسكنها الهزارة)، واستبدلتها بمسؤوليها.كانت الشورى تعتبر حكومة لكل هزارستان وكانت حزبًا قويًا بين الهزارة. بحلول نهاية عام 1983 كانت الشورى تتحكم في 60٪ من سكان هزارستان.
كانت الشورى حركة المقاومة الهزارية الرئيسية من كوكبة ثمانية طهران السياسية، يليها النصر واتحاد المقاتلين الإسلاميين.